# Erika Verzutti
Erika Verzutti (Sao Paulo, 23 de mayo de 1971) es una artista plástica brasileña. Se graduó en diseño industrial en la Universidad Presbiteriana Mackenzie, y continuó sus estudios de postgrado de Bellas Artes en el Goldsmiths College de Londres.
Sus dibujos, pinturas y esculturas representan los habitantes de mundos alternativos ubicados en algún lugar entre lo real y lo fantástico. 
Su obras se caracterizan por el uso de materiales autóctonos y la incorporación de los "accidentes" (scratches, roturas y manchas) que dan lugar a diferentes efectos.

## Educación
En el año de 1991 se graduó de Licenciada en Diseño Industrial en la Universidad Mackenzie de Sao Paulo, Brasil. En 1999 hizo un postgrado en Bellas Artes en el Goldsmiths collage en Londres y en el 2000 se hizo estudiante investigadora en la Asociación de Bellas Artes en Goldsmiths collage.

## Exhibiciones
1995
- Programa de Exposiciones, Centro Cultural de Sao Paulo, Brasil
- Instituto Cultural Itaú, São Paualo, Brasil

1997
- Plataforma de la meditación, Centro Cultural de la Universidad Federal de Minas Gerais, Belo Horizonte, Brasil

2003
- Esculturas, Galpão Fortes Vilaça, Sao Paulo, Brasil
- Kabinett der abstrakten, Bloomber espacio, Londres
- Foto de la habitación, la fábrica de gas Gallery, Londres

2006
- A sombra das raparigas em Flor (A la sombra de las chicas jóvenes en la flor), Galeria Fortes Vilaça, Sao Paulo, Brasil

2007
- Bicho de 7 Cabeças (Siete cabezas del monstruo), Londres

2008
- Pet Cemetery, Galpão Fortes Vilaça, Sao Paulo, Brasil

2009
- Cetrina Street Gallery, Londres
- Erika Verzutti y Tiago Carneiro da Cunha, Misako y Rosen, Tokio, Japón

2010
- Bicho de Sete Cabeças, en colaboración con Efraín Almeida, Carlos Bevilacqua, Ernesto Neto, Alexandre da Cunha, Jac Leirner, Damián Ortega, Adriana Varejão, Nuno Ramos, Galpão Fortes Vilaça, Sao Paulo, Brasil
- Tabla de cortar, Misako y Rosen Gallery, Tokio, Japón
- Los partidarios de Residencia AIT Exposición - Cara 2 Gallery, Tokio, Japón

2011
- Misionario, Galpão Fortes Vilaça, Sao Paulo, Brasil

2012
- Erika Verzutti e Antonio Malta, Centro Cultural de Sao Paulo, Brasil
- Peter Kilchmann Gallery, Zúrich, Suiza

2013
- Palletes, Misako y Rosen Gallery, Tokio, Japón

2014
- Mineral, Tang Museo en el Skidmore College, Saratoga Springs, Nueva York
- Painted Ladies, Peter Kilchmann Gallery, Zúrich, Suiza

2015
- Dos ojos, dos bocas, Alison Jacques Gallery, Londres
- Cisne con la etapa, Sculpture Center, Nueva York

2016
- Cisne, pepino, dinosaurio, pivo, Sao Paulo, Brazi
- Glory Hole: Beleza Ainda Vital, Galería Jacqueline Martins, Sao Paulo, Brasil

2017
- Andrew Kreps Gallery, Nueva York